# ۱۶۰۷ (میلادی)
۱۶۰۷ (میلادی) هزار و ششصد و هفتمین سال تقویم میلادی است.

## زادگان
- ۲۶ نوامبر – جان هاروارد، الهی‌دان آمریکایی (د. ۱۶۳۸)

## درگذشتگان
- ۲۸ ژوئن – دومنیکو فونتانا، معمار، نقاش، و مجسمه‌ساز ایتالیایی (ز. ۱۵۴۳)
- ۲۲ سپتامبر – الساندرو آلوری، نقاش ایتالیایی (ز. ۱۵۳۵)